# Delphine de Turckheim
 (septembre 2015).
Si vous disposez d'ouvrages ou d'articles de référence ou si vous connaissez des sites web de qualité traitant du thème abordé ici, merci de compléter l'article en donnant les références utiles à sa vérifiabilité et en les liant à la section « Notes et références ».
Pour les articles homonymes, voir De Turckheim.
Delphine de Turckeim, née Delphine Malachard des Reyssiers, est une comédienne, animatrice de télévision et auteure française.

## Biographie

### Débuts
Après un baccalauréat B et en parallèle de ses études à la Sorbonne, Delphine Malachard des Reyssiers commence une carrière de comédienne et de mannequin où s'enchaînent photos, défilés, tournages, théâtre, films, courts-métrages… Licence de traduction de presse, Maîtrise et DEA d’Anglais en poche, elle se consacre depuis 1997 à son métier de comédienne, d’animatrice-télé et d'auteur. Sportive accomplie, elle pratique la gymnastique, le yoga, le ski, le tennis, l'équitation (galop 7) ou encore le karaté (1er dan). Elle a également été formée à la méthode Actors Studio avec Jack Waltzer, au studio Pygmalion et à la chorégraphie de combat. Elle a obtenu son CAPES d'anglais en mai 2017 et enseigne depuis en parallèle au collège et au lycée.

### Carrière
Delphine fait ses débuts d’animatrice télé sous le pseudonyme « Delphine Anaïs » en remplaçant Nathalie Simon pour coanimer Intervilles en 1998 sur TF1 avec Jean-Pierre Foucault, Laurent Mariotte et Julien Courbet. Elle reste sur TF1 pour Succès avec Julien Courbet et Stéphane Bouillaud, Drôles de zapping avec Maïtena Biraben, Drôles de blagues avec Alexandre Debanne, les Dance d’or 1999 avec Olivier au Palais des Festivals à Cannes. Abracadabrantesque, avec Philippe Bouvard sur TF1.
En 2001, elle part travailler à Los Angeles, et participe au Jay Leno Show sur NBC. En 2005, sous le nom « Delphine de Turckheim », elle anime Mon incroyable fiancé sur TF1. Sur TF6, elle anime et traduit en direct la remise des « Emmy Awards ». Sur NT1, ce sera Jury de Star. Sur Equidia, Randonneurs d’aventure l’emmènera aux quatre coins du monde ; Patagonie, Guyane, Nouvelle-Calédonie puis Sur la piste des docs et Casaques. Toujours sur NT1, elle présente 100.000 euros sur la table, qui mixe jeu de poker et défis sportifs pour des candidats et des champions.
En 2011, sur OBIWINE tv avec Un verre de terroir, elle est allée interviewer les 24  plus grands viticulteurs français, dans leurs vignes sur tout le territoire national. En 2015/2016, elle anime sur Equidia plusieurs émissions de Masterclass.
Le 21 août 2018, elle lance sa chaîne Youtube consacrée à la cuisine sans gluten Vite, une recette! By Delphine, où elle poste une nouvelle recette tous les 15 jours.
En 2019, on la retrouve sur France 2 dans l'émission C'est au programme avec Sophie Davant pour cuisiner en plateau ses recettes sans gluten.
En septembre 2019, c'est sur C à vous sur France 5 qu'elle cuisine « une semaine sans gluten » pour les invités en direct.
En parallèle, Delphine de Turckheim écrit des romans, des livres de cuisine et de recettes sans gluten.

### Engagement politique
Lors des élections municipales de 2020, Delphine Malachard des Reyssiers est candidate sur la liste de la maire sortante Les Républicains du 8e arrondissement de Paris, Jeanne d'Hauteserre. Elle est élue conseillère de Paris à l'issue du scrutin.
Engagée pour une ville plus verte et plus citoyenne, elle déclare le 18 mai 2021 : « Il y a encore des progrès à faire, à la ville ».
Lors des élections législatives de 2022 à Paris, elle est suppléante du candidat LR Aurélien Véron dans la 7e circonscription.

### Œuvres caritatives
Intolérante au gluten (maladie cœliaque) depuis son enfance, Delphine est la marraine de l’AFDIAG (Association française des intolérants au gluten) depuis 2008. Elle participe activement à faire connaître cette maladie qui touche en France environ 150 000 personnes mais toucherait réellement une personne sur cent. Cette association a fêté ses 20 ans lors d’une soirée exceptionnelle le 16 mai 2009 au théâtre des Variétés et vient de fêter ses 30 ans en mai 2019.

## Filmographie

### Cinéma
- Les 102 dalmatiens
- CQ de Roman Coppola avec Gérard Depardieu et Élodie Bouchez,
- Le Boulet avec Gérard Lanvin et Benoît Poelvoorde,
- Les 11 Commandements avec Michaël Youn.
- Karatékate

### Courts métrages
- Après la pluie de Masa Sawada
- Kidnapping de Stéphane Leriche

### Télévision

#### Séries télévisées
- Tribunal, sur France 2
- Joséphine ange gardien
- 'Mafiosa
- Elisa, un roman photo
- Le miracle de l'amour: Fleur (épisode 37)
- Les nouvelles filles d'à côté (épisode 120, rôle de Nathalie)
- 72 heures, avec Christian Vadim,
- Fabio Montale, série avec Alain Delon,
- Sydney Fox, l'aventurière,
- Largo Winch, série sur M6,
- Paris 16, sur M6,
- Alex Santana, négociateur avec Georges Corraface, TF1,
- Koan de Jérôme Cornuau, sur M6.
- Les Vacances de l'amour, saison 3, épisode 50 : Poker tueur, dans le rôle de Judith Glam

#### Clips vidéo
- Quand le masque tombe de Johnny Hallyday
- Lettre ouverte de Disiz la peste
- Tu me corresponds de Francis Cabrel, réalisé par Olivier Dahan.

## Jeux vidéo
Attitude studio l'a choisie pour le jeu vidéo de Terminator III pour le rôle féminin en capture de mouvement.

## Théâtre
- Boeing-Boeing de Marc Camoletti au théâtre Michel,
- Le Canard à l’orange, Théâtre st pierre à Neuilly s/ seine
- Castings à la Comédie-Caumartin
- Le string était presque parfait au Méry

## Publications
- Castings est un premier roman publié aux Éditions du Rocher en 2004. Ce roman retrace le parcours d’une jeune fille espiègle dans le milieu de la mode et décrit ses expériences lors de ses castings. Elle a adapté son roman en pièce de théâtre. Tristan Petitgirard à la mise en scène, " Castings" a été joué à la Comédie Caumartin pendant plus de cinq mois par cinq comédiens interprétant une galerie de 24 personnages. Après la pièce, Delphine en a écrit le format court dont une projection a eu lieu à la SACD en 2009.
- En 2012, elle publie  chez Tchou un livre témoignage, "Une vie sans gluten", sur l'intolérance au gluten.
  - en 2014, elle publie chez Marabout "La cuisine sans gluten des paresseuses"
  - en 2015, elle publie "Mes desserts sans gluten et sans lactose" chez Place des victoires jeunesse
  - en 2016, elle publie "Paris sans gluten" aux éditions First
  - en 2017, elle publie "Zéro blabla sans gluten" chez Marabout
  - En 2018, elle publie "Super sain sans gluten" chez Solar